# Althausita
L'althausita és un mineral de la classe dels fosfats. Va rebre el seu nom l'any 1975 per Gunnar Raade i Magne Tysseland en honor del professor Egon Althaus (1933), mineralogista de la Universitat de Karlsruhe, Alemanya.

## Característiques
L'althausita és un fosfat de fórmula química Mg₄(PO₄)₂(OH,O)(F,☐). Cristal·litza en el sistema ortoròmbic. Rarament els cristalls en brut són allargats al llarg de [001], aplanats en {010}, mostrant {010}, {110} i {131}, de fins a 3 centímetres; generalment es troba com masses escindibles. La seva duresa a l'escala de Mohs es troba entre 3,5 i 4. És un mineral dimorf de la holtedahlita.
Segons la classificació de Nickel-Strunz, l'althausita pertany a «08.BA: Fosfats, etc. amb anions addicionals, sense H₂O, només amb cations de mida mitjana, (OH, etc.):RO₄ sobre 1:1» juntament amb els següents minerals: ambligonita, montebrasita, tavorita, triplita, zwieselita, sarkinita, triploidita, wagnerita, wolfeïta, stanĕkita, joosteïta, hidroxilwagnerita, arsenowagnerita, holtedahlita, satterlyita, adamita, eveïta, libethenita, olivenita, zincolibethenita, zincolivenita, auriacusita, paradamita, tarbuttita, barbosalita, hentschelita, latzulita, scorzalita, wilhelmkleinita, trol·leïta, namibita, fosfoel·lenbergerita, urusovita, theoparacelsita, turanita, stoiberita, fingerita, averievita, lipscombita, richel·lita i zinclipscombita.

## Formació i jaciments
Es troba en dipòsits de serpentina-magnetita. Va ser descoberta l'any 1971 a la pedrera Tingelstadtjern, a Modum, Buskerud (Noruega), on sol trobar-se associada a altres minerals com: apatita, magnetita, xenotima, holtedahlita, szaibelyita, talc i magnesita. També a Noruega, ha estat trobada a la pedrera Overntjern, on es troba juntament amb apatita, enstatita, talc i magnesita. També ha estat descrita a dues localitats de Mines Gerais (Brasil): la mina Sapucaia (Galiléia) i a Criminoso (Água Boa), així com a la mina Panasqueira, a Covilhã (Castelo Branco, Portugal), on es troba associada a fluorapatita, wolfeïta, topazi, moscovita, esfalerita, quars, calcopirita, pirrotina, siderita, arsenopirita, clorita, vivianita, panasqueiraïta i thadeuïta.